# Marcin Frybes
Marcin Frybes (ur. 13 września 1957) – polski socjolog, dziennikarz i działacz opozycji demokratycznej w PRL. Miłośnik turystyki górskiej, przewodnik beskidzki. Syn tłumaczki Aleksandry Olędzkiej-Frybesowej.

## Działalność opozycyjna
Od 1976 współpracownik Komitetu Obrony Robotników, KSS „KOR” i Niezależnej Oficyny Wydawniczej NOWA. Jesienią 1980 inicjator opozycyjnych wobec władz PRL samorządów studenckich i pierwszy przewodniczący Samorządu Studentów Uniwersytetu Warszawskiego.
12 grudnia 1981 imprezował poza domem, dzięki czemu uniknął internowania przez ekipę SB, która o północy zjawiła się w mieszkaniu w związku z wprowadzeniem stanu wojennego. Ukrywał się do 21 grudnia, kiedy to postanowił wrócić do domu, gdzie natychmiast został zatrzymany. Internowany i przewieziony do aresztu w Białołęce. W czerwcu 1982 dostał przepustkę w związku z potwierdzonym później podejrzeniem białaczki i już do więzienia nie wrócił.
Uczestniczył w reaktywacji samorządów. Współpracował z prasą podziemną. Od 1983 współredagował legalnie wydawany przez Zgromadzenie Michalitów miesięcznik „Powściągliwość i Praca”. Później we Francji angażował się w akcję pomocy charytatywnej dla Polski i podziemia.

## W wolnej Polsce
W latach 90. był paryskim korespondentem „Gazety Wyborczej”. Później towarzyszył żonie Joannie Kozińskiej-Frybes, gdy pełniła funkcję ambasadora RP w Meksyku, Konsula Generalnego RP w Barcelonie (2002-2006), konsula generalnego RP w Los Angeles (2009-2013) i w Lyonie (od 2016). Wykładowca Collegium Civitas.

## Działalność naukowa
W stanie wojennym wraz z narzeczoną Joanną Kozińską wyjechał do Francji, gdzie wzięli ślub. W Paryżu nawiązał kontakty z Alainem Touraine'm i w następnych latach kształcił się i pracował pod jego kierunkiem. Dzięki specjalnemu stypendium rządu francuskiego Marcin Frybes rozpoczął pracę w Centrum Analizy i Interwencji Socjologicznych CADIS w Paryżu, gdzie prowadził badania na rzecz francuskich instytucji naukowych, rządowych oraz związków zawodowych.